# Bilska Wola
Bilska Wola – wieś w Polsce, położona w województwie łódzkim, w powiecie piotrkowskim, w gminie Sulejów.
| SIMC    | Nazwa     | Rodzaj     |
| ------- | --------- | ---------- |
| 0552260 | Karolinów | przysiółek |

W latach 1975–1998 miejscowość administracyjnie należała do województwa piotrkowskiego.